# Joseba Sarrionandia

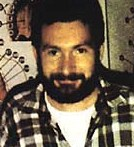
Joseba Sarrionandia (1985)

Joseba ”Sarri” Sarrionandia Uribelarrea [jose:ba sarionaŋdi:a], född i Iurreta i Biscaya 13 april 1958, är baskisk författare. Han har skrivit både poesi, noveller och romaner. År 1980 blev han dömd till fängelse för sitt medlemskap i den förbjudna baskiska självständighetsgruppen ETA, men lyckade fly 1985 och bor sedan dess på hemlig ort för att kunna fortsätta skriva.

## Biografi
Joseba Sarrionandia blev filosofie doktor i baskiska språket vid universitetet i Deusto i Bilbao och blev därefter lärare i fonetik vid UNED (Universidad Nacional de Educación a Distancia – Nationella universitetet för distansstudier) och Euskaltzaindia. Sina första skrivalster fick han publicerade i tidskrifterna Zeruko Argia, Anaitasuna, Jakin, Oh Euzkadi och Ibaizabal samt i dagstidningarna Egin och Egunkaria. Han deltog även i den litterära gruppen Pott.
Sarrionandia Uribelarrea har översatt verk av andra författare till baskiska, exempelvis T.S. Eliot. Hans diktsamling Izuen Gordelekuetan Barrena ("Inne i fruktans gömställen") blev den första bok Sarrionandia Uribelarrea fick utgiven. Den inledande dikten i den boken, Bitakora kaiera ("Anteckningar från Bitakora"), blev till ett slags manifest för många andra författare.
År 1980 blev Sarrionandia dömd till 22 års fängelse för att ha tillhört den i Spanien terroriststämplade gruppen ETA. Fem år senare lyckades han emellertid tillsammans med en medfånge fly från fängelset i Martutene gömd i en stor högtalare – fängelset hade just haft besök av sångaren Imanol. Denna lyckade flykt inspirerade musikgruppen Kortatu till sången Sarri, Sarri. Efter detta är det inte allmänt bekant var Sarrionandia lever, men han fortsätter alltjämt att ge ut sina böcker och har kontakter med olika musikgrupper.
År 2001 blev han tilldelad  Premio Nacional de la Crítica (Litteraturkritikernas nationella pris/Spanska litteraturkritikers pris) för sina berättelser på baskiska av Asociación Española de Críticos Literarios (Spanska litteraturkritikers förening).

## Arbeten
- Izuen Gordelekuetan Barrena (Inne i fruktans gömställen) – (1981)
- Narrazioak (Berättelser) - (1983)
- Intxaur azal baten barruan. Eguberri amarauna - (1983)
- Alkohola poemak - (1984)
- Ni ez naiz hemengoa (Jag är inte härifrån) – (1985)
- Atabala eta euria (Trumman och regnet) – (1986)
- Marinel zaharrak (De gamla sjömännen) – (1987)
- Marginalia – (1988)
- Ez gara geure baitakoak (Vi tillhör inte oss själva) – (1989)
- Izeba Mariasunen ipuinak (sagor) – (1989)
- Ainhoari gutunak - (1990)
- Ifar aldeko orduak (Nordens timmar) – (1990)
- Gartzelako poemak  (Dikter från fängelset) – (1992)
- Ainhoari gutunak – (1990)
- Han izanik hona naiz (Jag har varit där, och nu kommer jag hit) – (1992)
- Hnuy illa nyha majah yahoo – (1995)
- Miopea, bizikletak eta beste langabetu batzuk – (1999)
- Hitzen ondoeza (Ordens besvärlighet) – (1997)
- Hau da nire ondasun guzia - (1999)
- Zitroi ur komikiak: Joseba Sarrionandia komikitan - (2000)
- Lagun izoztua (Den frusne vännen) – (2001)
- XX. mendeko poesia kaierak: Joseba Sarrionandia. 2002
- Kolosala izango da 2003
- Akordatzen (Hågkomster) – (2004)
- Harrapatutako txorien hegalak - (2005)
- Munduko zazpi herrialdetako ipuinak - (2008)
- Gau ilunekoak - (2008)
- Idazlea zeu zara, irakurtzen duzulako - (2010)
- Moroak gara behelaino artean? - (2010)
- Narrazio guztiak (1979-1990) - (2011)[2]
- Durangoko Azoka 1965-2015 - (2015)
- Lapur banden etika ala politika - (2015)
- Hilda dago poesia? ¿La poesía está muerta? - (2016)

## Utmärkelser
- Ignacio Aldekoa-priset: Maggie, indazu kamamila (Xaguxarra, 1980)[2]
- Resurreccion Maria Azkue-priset: Izuen gordelekuetan barrena (1980)
- Bilbaos stadsstyrelses pris: Enperadore eroa (Cuentos incombustibles, 1981)[2]
- Spanska litteraturkritikers basksiska berättarpris: Atabala eta euria (1986), Lagun izoztua (2001)
- Euskadi litteratur pris: Moroak gara behelaino artean? (2011)